# Vladimir Ul'janov (pallavolista)
Vladimir Petrovič Ul'janov (in russo Влади́мир Петро́вич Улья́нов?; 1921 – 1978) è stato un pallavolista sovietico.
Giocava nel ruolo di schiacciatore.

## Carriera
Dopo essere tornato, pluridecorato, dalla campagna di Russia nella Seconda guerra mondiale inizia a giocare per la squadra dell'esercito di Leningrado, lo DKA Leningrado. Con questa squadra otterrà, anche sotto altre denominazioni, ottimi posizionamenti in campionato senza però mai riuscire a vincere il titolo.
Con la nazionale vince il campionato del mondo del 1949 e del 1952. È anche campione d'europa nel 1950 e nel 1951. Vince, inoltre, quattro medaglie d'oro al Festival Mondiale della Gioventù e degli Studenti.
Si ritira essendo considerato tra i migliori pallavolisti dell'epoca, con significative esperienze anche nella pallacanestro.
Muore nel 1978.

## Palmarès

### Nazionale (competizioni minori)
- - Festival Mondiale della Gioventù e degli Studenti 1947
- - Festival Mondiale della Gioventù e degli Studenti 1949
- - Festival Mondiale della Gioventù e degli Studenti 1951
- - Festival Mondiale della Gioventù e degli Studenti 1953